# Górki (Bujnów)
Górki – część wsi Bujnów w Polsce, położona w województwie łódzkim, w powiecie sieradzkim, w gminie Złoczew. Wchodzi w skład sołectwa Bujnów.
W latach 1975–1998 Górki administracyjnie należały do województwa sieradzkiego.